# Heinrich Meng
Heinrich Otto Meng (geboren 9. Juli 1887 in Hohnhurst; gestorben 10. August 1972 in Basel) war ein deutsch-schweizerischer Psychoanalytiker und Begründer der europäischen Bewegung der Psychohygiene.

## Leben
Heinrich Meng war der Sohn des Lehrers Wilhelm Meng und der Brigitte Hengstler. Meng hatte schon in seiner Jugend ein weit gefächertes Interesse, er engagierte sich in der Jugendbewegung, in der Abstinenzbewegung, bei den Pazifisten und den Sozialisten.  Meng machte die  Mittlere Reife und begann bei seinem Onkel eine Lehre als Geigenbauer, die er abbrach, danach besuchte er wieder die Schule bis zum Abitur im Jahr 1906. Nach einem  Medizinstudium in Freiburg, Leipzig und Würzburg  wurde er 1912 in Heidelberg promoviert. Während des Ersten Weltkriegs wurde er von 1915 bis 1918 als Militärarzt eingezogen, wo ihn Karl Landauer auf die Psychoanalyse aufmerksam machte. Von 1918 bis zu dessen Tod stand Meng in der Folge im Briefkontakt zu Sigmund Freud.
Meng machte eine Lehranalyse bei Paul Federn 1921 in Wien und bei Hanns Sachs 1922 in Berlin und arbeitete seit 1923 am  Berliner Psychoanalytischen Institut. Im selben Jahr wurde er von der Sowjetführung nach Moskau gebeten, bei der Krankheit Lenins zu konsultieren, und er hielt sich auch bei dem Verhaltensforscher Iwan Petrowitsch Pawlow auf. 1922 gründete er mit Erich Fromm und Frieda Fromm-Reichmann die „Südwestdeutsche psychoanalytische Arbeitsgemeinschaft“. Ab 1925 war er am homöopathisch ausgerichteten Robert-Bosch-Krankenhaus in Stuttgart tätig und wurde dort ab 1926 Chefarzt der „Inneren Frauenabteilung“. In Stuttgart war er Gründer des Hippokrates-Verlags, wobei das Grundkapital von Robert Bosch gestiftet wurde, und mit Ernst Schneider Herausgeber der „Zeitschrift für psychoanalytische Pädagogik“. Gemeinsam mit Paul Federn und anderen  gab er das Psychoanalytische Volksbuch heraus. 1926 wurde er zum Mitglied der Berliner Psychoanalytischen Vereinigung gewählt. 1929 heiratete er in zweiter Ehe Mathilde Koehler und hatte mit ihr die Tochter Brigitte Meng. Aus erster Ehe mit Paula Schuhmacher hatte er zwei Söhne.
Ab 1929 wurde er in Frankfurt mit Karl Landauer Leiter des Frankfurter Psychoanalytischen Instituts. Dort arbeitete er zusammen mit Louis Grote an der Magersucht, die seinerzeit noch der Simmondsschen Krankheit subsumiert wurde.
Nach der Machtübergabe an die Nationalsozialisten wurde das Institut in Frankfurt aus politischen Gründen geschlossen, und die Familie Meng emigrierte 1933 in die Schweiz. Meng eröffnete eine private psychoanalytische Praxis und war von 1933 bis 1939 Dozent an der Volkshochschule. 1937 wurde er Lektor für Psychohygiene an der Universität Basel, 1938 Dozent. Nach dem Krieg wurde Meng in Basel 1945 zum a.o. Professor und auf dem eigens für ihn errichteten ersten europäischen Lehrstuhl für Psychohygiene berufen. Mit dieser Ernennung war auch das Recht verbunden, wieder ärztlich tätig zu werden. 1956 wurde Meng emeritiert.
Meng war von 1935 bis 1950 Herausgeber der Bücherreihe „Psychohygiene. Wissenschaft und Praxis“ im Verlag Benno Schwabe. Meng wurde Mitglied verschiedener internationaler Institute und Gesellschaften, wie der Internationalen Psychoanalytischen Vereinigung und des Weizmann-Instituts. 1951 wurde er in Basel eingebürgert.
Meng hat mit Georg Groddeck und Viktor von Weizsäcker die Grundlagen der Psychosomatik erarbeitet. Sein Gebiet war die Prävention psychischer Erkrankungen mittels der Psychohygiene sowie die Psychologie organischer Erkrankungen, für die er 1928 den Begriff „Organpsychose“ vorgeschlagen hatte.
Mengs Autobiographie wurde noch zu seinen Lebzeiten 1971 veröffentlicht. Das mit seiner Förderung vom Erftkreis in Brühl errichtete „Institut für Psychohygiene“ wurde 1973 in „Heinrich-Meng-Institut“ umbenannt.

## Schriften (Auswahl)
- Das psychoanalytische Volksbuch, 1926
- Strafen und Erziehen, 1934
- Seelischer gesundheitsschutz; eine Einführung in Diagnostik, Forschung und Nutzanwendung der Psychohygiene, 1939
- Praxis der seelischen Hygiene; Erfahrung und Experiment, 1943
- Psyche und Hormon, Grundfragen der Psychotherapie; die Lehre von S. Freud, die Experimentalforschung von E. Steinach, die Organpsychose, Folgerungen für Therapie und Prophylaxe, 1944
- Zwang und Freiheit in der Erziehung; Erziehen, Strafen, Reifenlassen, 1945
- Die Prophylaxe des Verbrechens, 1948
- Praxis der Kinder- und Jugendpsychologie: Erziehung, Unterricht, Neurosenprophylaxe, 1951
- Psychologie in der zahnärztlichen Praxis, 1952
- Sigmund Freud und die Soziologie. In: Theodor W. Adorno, Walter Dirks (Hrsg.): Sociologica. Aufsätze, Max Horkheimer zum sechzigsten Geburtstag gewidmet. Europäische Verlagsanstalt, Frankfurt am Main 1955, S. 67–76.
- Psychohygienische Vorlesungen; eine Einführung in Theorie und Praxis des seelischen Gesundheitsschutzes, 1958
- Leben als Begegnung, 1971
- Psychoanalyse. Psychoanalytische Paedagogik des Schulkindes, 1973
- Psychoanalytische Pädagogik des Kleinkindes, 1973